# David Byron
David Byron, właściwie David Garrick (ur. 29 stycznia 1947, zm. 28 lutego 1985) – brytyjski wokalista rockowy obdarzony charakterystycznym, silnym głosem o rzadko spotykanej skali oraz sceniczną charyzmą.
Pierwszy wokalista grupy Uriah Heep (w latach 1969–1976), zmuszony do opuszczenia zespołu z powodu problemów z alkoholem. Próby powrotu na rockową scenę z zespołem Rough Diamond, a następnie The Byron Band, nie zakończyły się sukcesem. Byron zmarł z powodu komplikacji zdrowotnych spowodowanych alkoholizmem.

## Dyskografia
| Albumy solowe - Take No Prisonersll (1975) - Baby Faced Killerll (1978) - That Was Only Yesterday - The Last EP (2008) Byron Band - On the Rocks (1981) - Lost and Found (2003) |  | Uriah Heep - Very 'Eavy... Very 'Umble (1970) - Salisbury (1971) - Look at Yourself (1971) - Demons and Wizards (1972) - The Magician's Birthday (1972) - Uriah Heep Live (1973) - Sweet Freedom (1973) - Wonderworld (1974) - Return to Fantasy (1975) - High and Mighty (1976) - Live at Shepperton '74 (1986) - The Lansdowne Tapes (1993) |